# Coppa della Federazione calcistica del Bahrein
La Bahraini FA Cup è una coppa nazionale calcistica del Bahrein.

## Albo d'oro
- 2000: West Riffa 3-0 Al Ahli
- 2001: Riffa
- 2002: non disputata
- 2003: Busaiteen 0-0 Riffa [asdet, 5-4 pen]
- 2004: Riffa 3-1 Busaiteen
- 2005: Muharraq Club 2-1 Busaiteen
- 2006: non disputata
- 2007: Al Ahli 1-1 Al-Najma [aet, 4-3 pen]
- 2009: Muharraq Club 1-0 Al-Najma